# 李·埃文斯 (田径运动员)
李·爱德华·埃文斯（英語：Lee Edward Evans，1947年2月25日—2021年5月19日），美国男子短跑运动员。他曾获得1968年夏季奥运会田径比赛男子400米金牌和男子4×400米接力金牌，并参与了黑人权力运动。